# Villa des Pyrénées
La villa des Pyrénées est une voie du 20e arrondissement de Paris, en France.

## Situation et accès
La villa des Pyrénées est une voie publique située dans le 20e arrondissement de Paris. Elle débute au 75, rue des Pyrénées et se termine en impasse.

## Origine du nom

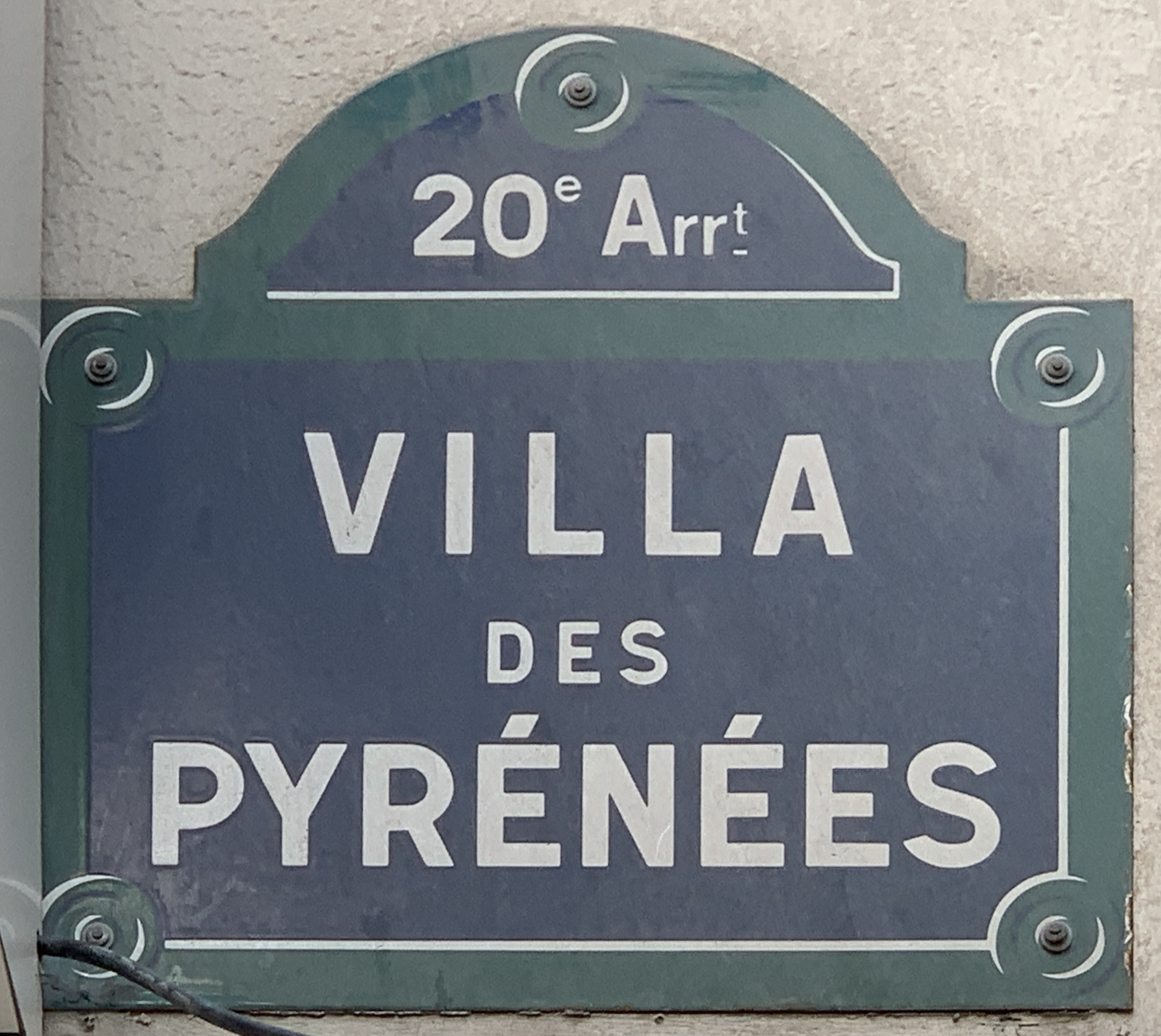
Plaque de la voie.

Elle tient son nom du voisinage de la rue des Pyrénées.

## Historique
Cette voie formée en 1875 sous le nom d'« impasse de l'Avenir » prend sa dénomination actuelle en 1897.